# Przecław (gemeente)
De gemeente Przecław is een landgemeente in het Poolse woiwodschap Subkarpaten, in powiat Mielecki.
De zetel van de gemeente is in Przecław.
Op 30 juni 2004 telde de gemeente 10 850 inwoners.

## Oppervlakte gegevens
In 2002 bedroeg de totale oppervlakte van gemeente Przecław 134,29 km², waarvan:
- agrarisch gebied: 53%
- bossen: 39%

De gemeente beslaat 15,26% van de totale oppervlakte van de powiat.

## Demografie
Stand op 30 juni 2004:
| Omschrijving                   | Totaal | Totaal | Vrouwen | Vrouwen | Mannen | Mannen |
| ------------------------------ | ------ | ------ | ------- | ------- | ------ | ------ |
| eenheid                        | aantal | %      | aantal  | %       | aantal | %      |
| inwoners                       | 10 850 | 100    | 5469    | 50,4    | 5381   | 49,6   |
| bevolkingsdichtheid (inw./km²) | 80,8   | 80,8   | 40,7    | 40,7    | 40,1   | 40,1   |

In 2002 bedroeg het gemiddelde inkomen per inwoner 1269,7 zł.

## Administratieve plaatsen (sołectwo)
- Biały Bór
- Błonie
- Dobrynin
- Kiełków
- Łączki Brzeskie
- Podole
- Przecław (stolica gminy)
- Rzemień
- Tuszyma
- Wylów
- Zaborcze

## Aangrenzende gemeenten
Dębica, Mielec, Mielec, Niwiska, Ostrów, Radomyśl Wielki, Żyraków